# Typhula crassipes
Typhula crassipes är en svampart som beskrevs av Fuckel 1870. Typhula crassipes ingår i släktet Typhula och familjen trådklubbor.  Arten är reproducerande i Sverige. Inga underarter finns listade i Catalogue of Life.